# Carlos Santana and Wayne Shorter
Carlos Santana and Wayne Shorter – Live at the Montreux Jazz Festival 1988 es un álbum en vivo de 2007 publicado por los músicos Carlos Santana y Wayne Shorter. El álbum contiene un concierto brindado por los artistas en el Festival de Jazz de Montreux, Suiza, en 1988.

## Lista de canciones

### Disco Uno
1. "Spiritual" (John Coltrane)
2. "Peraza" (Armando Peraza, David Sancious)
3. "Shhh" (Patrice Rushen)
4. "Incident at Neshabur" (Alberto Gianquinto, Carlos Santana)
5. "Elegant People" (Wayne Shorter)
6. "Goodness and Mercy" (Carlos Santana, Chester Thompson)
7. "Sanctuary" (Wayne Shorter)

### Disco Dos
1. "For Those Who Chant" (Luis Gasca)
2. "Blues for Salvador" (Carlos Santana, Chester Thompson)
3. "Fireball 2000" (Patrice Rushen)
4. "Ballroom in the Sky" (Wayne Shorter)
5. "Once It's Gotcha" (Alphonso Johnson, Carlos Santana, Chester Thompson, Jeffrey Cohen, Tom Coster)
6. "Mandela" (Armando Peraza)
7. "Deeper, Dig Deeper" (Buddy Miles, Carlos Santana, Chester Thompson, Sterling Crew)
8. "Europa (Earth's Cry Heaven's Smile)" (Carlos Santana, Tom Coster)